# Weloganite
La weloganite è un minerale appartenente al gruppo della mckelveyite.